# 貓山遺址

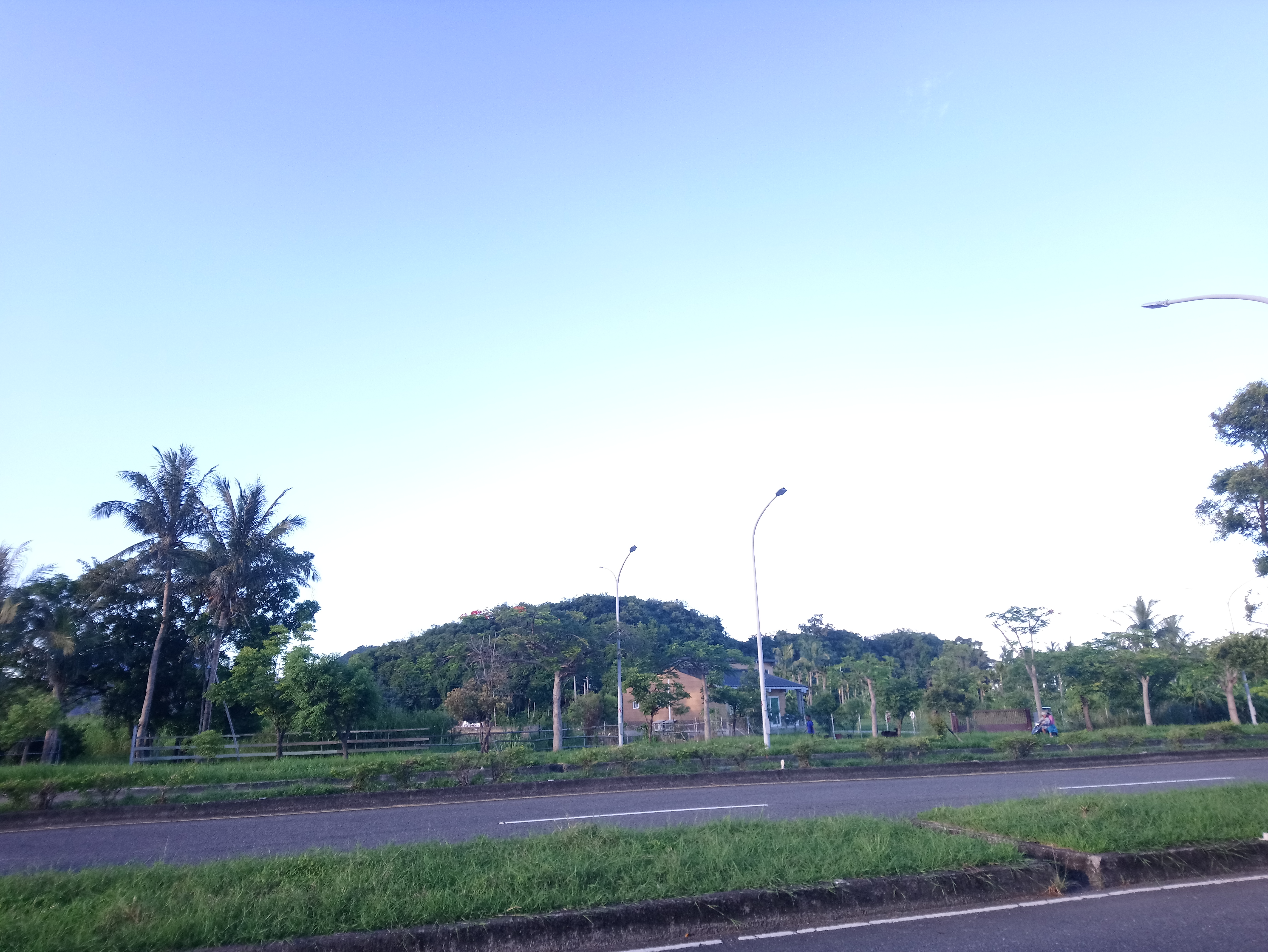
自馬亨亨大道上望向貓山南面

貓山遺址位於臺灣臺東縣臺東市，因遺址所在正位於貓山下而得名。

## 位置
貓山位於臺東市北邊，是臺東平原通往花東縱谷以及花東海岸之間的地理要衝。貓山遺址位於貓山南側山腳下，與卑南遺址之間相距約2公里。

## 發現過程
1997年國立臺灣史前文化博物館副研究員葉美珍協助中央研究院進行內政部所委託之「臺閩地區臺東縣考古遺址普查計畫」時，於貓山南側山腳下的一座廢棄崗哨旁發現史前陶片，並將該發現處命名貓山遺址。因為貓山周圍土地均已開發成稻田或旱田，十分不利於史前遺跡的探查作業，故此次探查作業中未發現文化層，僅能依靠陶片研判，貓山遺址的文化年代可能是鐵器時代。
1999年，臺東縣政府計畫興建一條由省道臺11線花東濱海公路通往臺鐵臺東新站的外環道，並以阿美族馬蘭部落著名的大頭目馬亨亨為名，命名為馬亨亨大道。工程期間，施工人員在當地再度發現史前遺物，工程單位遂委託臺灣史前文化博物館協助進行搶救發掘工作，並由館內考古研究員葉美珍與李坤修前往主持搶救發掘工作。發掘工作於1999年8月底開始進行，直到同年10月初結束。

## 遺跡內涵
貓山遺址因受限於遺址區域大多為農田，無法實際斷定遺址範圍與遺物分布，但由挖開地層可觀察到大範圍土石沉積斷面，因此推斷貓山遺址的遍布面積可能從貓山南面，隨著鄰近卑南大圳的圳道方向往西南方延伸。預估遺址占地面積約長2公尺，寬300公尺，總面積1公頃。
貓山遺址經碳-14定年法鑑定，遺址年代介於距今700到500年前，屬於新石器時期晚期或金屬器時期的遺址，時間上也十分接近現生民族的口述歷史或文獻紀載的上限年代。遺址上發現多處的食物處理場所，這些包含了灰坑、火塘，上面散布貝殼、獸骨、陶片等，其中貝殼類中以夜光螺最多。考古人員由出土的燒裂石頭殘片推斷，貓山遺址居民的煮食方法為石煮法。
遺址出土的遺物很少，有23件簡易的石器，其他還有發現少量的金屬器、骨角器等，但遺物的體積都不大且已是殘缺狀況。陶器型態主要以三和文化晚期形式的陶器為主，另有少量使用靜浦文化的陶器。
遺址最重要的發現是在灰坑的周圍找到一處無棺墓葬。這處墓葬內的遺骸以仰身屈肢的姿勢放在墓坑中，下葬後可能僅覆蓋一層薄薄的覆土。遺骸的頭骨發現兩耳戴有鐵製耳飾，右手肘下另有一支鐵製武器。墓坑的上方，還可見4塊砂岩礫石分布放置，可能是墓坑所在位置的標示。
目前貓山遺址尚未有清楚的史前文化歸屬。

## 資料來源
1. ↑  葉美珍.  (PDF). 臺東縣政府. 2008-11  [2017-07-19]. （原始内容 (PDF)存档于2016-09-09） （中文（臺灣））.
2. 1 2 3  葉美珍. . 臺東縣: 臺東文獻. 2007年: 53–81. ISSN 1028-4605.
3. 1 2 3 4 5  葉美珍. . 國立臺灣史前文化博物館. 2008-01-15  [2017-07-19] （中文（臺灣））.
4. ↑  劉益昌.  (PDF). 吳三連台灣史料基金會. 2005  [2017-07-19]. （原始内容存档 (PDF)于2020-10-12） （中文（臺灣））.